# Görgeteg
Görgeteg é um município da Hungria, situado no condado de Somogy. Tem 33,5 km² de área e sua população em 2019 foi estimada em 1.093 habitantes.